# متنزه برومو تينغر سيميرو الوطني
متنزه برومو تينغر سيميرو الوطني هو متنزه وطني يقع في مقاطعة جاوة الشرقية، إندونيسيا. تأسس المتنزه في 14 أكتوبر 1982.